# Сяноцький повіт
Сяноцький повіт (пол. powiat sanocki) — один з 21 земських повітів Підкарпатського воєводства Польщі. Адміністративний центр — місто Сянік. Утворений 1 січня 1999 року внаслідок адміністративної реформи.
Українська етнічна територія, частина Лемківщини і Бойківщини.

## Загальні дані
Повіт знаходиться у південній частині воєводства.
Станом на 1.01.2008 населення становить 94 666 осіб, площа 1223,66 км².
Межує на заході з Кросненським повітом, на півночі — з Березівським і Перемиським, зі сходу — з Ліським, а з півдня — зі словацьким округом Межилабірці Пряшівського краю.

## Демографія
Демографічні дані повіту станом на 30.06.2005:
|       | Всього | Всього | Жінки  | Жінки | Чоловіки | Чоловіки |
| ----- | ------ | ------ | ------ | ----- | -------- | -------- |
|       | осіб   | %      | осіб   | %     | осіб     | %        |
| Повіт | 94 622 | 100    | 48 284 | 51    | 46 338   | 49       |
| Міста | 44 537 | 100    | 23 196 | 52,1  | 21 341   | 47,9     |
| Села  | 50 085 | 100    | 25 088 | 50,1  | 24 997   | 49,9     |

## Географія
Через Щербанівку протікає річка Ослава.

## Історія
Містечко Сянок (Сянік) має давню історію. Перша письмова згадка — в Іпатіївському літописі під 1150 роком, магдебурзьке право Сяноку надав король Руси Юрій ІІ у 1339 році. Ці землі належали до Перемиського, згодом Галицького князівств. Сяніччина до середини XX ст. залишалась населеною переважно українцями (лемками) греко-католиками, про що свідчить, зокрема, народна архітектура. Попри ополячення та поразку української революції, в 1930-ті роки Санок набував рис культурного центру Лемківщини. Тут видавалася національна преса, діяв музей «Лемківщина». Подальший розвиток унеможливила війна та сумнозвісні переселення 1945—1946 років і операція "Вісла".
Зі Сяноцьким повітом та самим містечком пов'язане життя Богдана-Ігоря Антонича. У міській гімназії навчались його батько, Василь Антонович Кіт, та дядько, Олександр Волошинович. В селі Липовець мав священницьку катедру його дід Никола Волошинович і народилась мати поета — Ольга. Батько поета отець Василь мав церковні посади в сяноцьких селах Волиця, Ясель, Липовець. В Липівці пройшло дитинство Богдана-Ігора, тут він здобув початкову (приватну) освіту, у 1920—1928 роках продовжив освіту в сяноцькій класичній гімназії. Спогади про неї зустрічаються в незавершеному романі «На другому березі» та в вірші «Зелена елегія».
9 вересня 1944 року в Любліні за вказівкою верховної радянської влади було укладено угоду між Польським комітет національного визволення та урядом УРСР, що передбачала польсько-український обмін населенням. З 15 жовтня 1944 по серпень 1946 року в Україну з Сяноцького повіту було депортовано 60 870 осіб (з 63 197 взятих на облік до виселення).
У квітні-травні 1947 року під час операції «Вісла» польська армія виселила зі Сяноцького повіту на приєднані до Польщі північно-західні терени 11 582 українців. Залишився 901 невиселений українець, що також підлягали виселенню.

## Адміністративно-територіальний поділ
Сяноцький повіт поділяється на вісім гмін, з яких одна міська — м. Сянік, шість сільських — Команча, Буківсько, Босько, Заршин, Сянік й Тирява Волоська, та ще одну гміну змішаного типу — Загір'я.
Унаслідок депортацій українського населення 1944-1946 років та операції «Вісла» у 1947 багато сіл було знищено і зникли з політичних карт. Про їхнє існування сьогодні нагадують лише занедбані цвинтарі та поодинокі руїни колишніх будівель.

### Міста
Сянок, Загір'я

### Села
Андрушківці, Бажанівка, Бальниця, Белхівка, Березовець, Биківці, Босько, Буківсько, Вислік Великий, Височани, Війське, Вільхівці, Волиця, Воля Крецовська, Воля Мигова, Воля Петрова, Воля Сенькова, Гломча, Голучків, Грабівка, Дарів, Довге, Довжиця, Долина, Дубне, Дубрівка, Дудинці, Душатин, Заболотці, Завадка Морохівська, Загутинь, Залужжя, Заслав'я, Збоїська, Зубенсько, Кальниця, Кам'яне, Кам'янки, Карликів, Команча, Костарівці, Креців, Куляшне, Лішна, Лодина, Лукове, Ляхава, Манів, Марківці, Межибрід, Мриголод, Миків, Мимонь, Мокре, Монастирець, Морохів, Мощанець, Нагоряни, Надоляни, Небещани, Новосільці, Новотанець, Одрехова, Ольхова, Ославиця, Пакошівка, Паствиська, Пельня, Писарівці, Побідно, Половці, Полонна, Поляни Суровичні, Попелі, Пораж, Поремби, Посада Заршинська, Посада Ячмірська, Прелуки, Прибишів, Прусик, Пулави, Радошиці, Ракове, Ратнавиця, Рачкова, Репедь, Розпуття, Середнє Велике, Семушова, Смільник, Согорів Горішній, Согорів Долішний, Старий Лупків, Сторожі Великі, Сторожі Малі, Страхоцина, Суковате, Суровиця, Сянічок, Терепча, Тернава Горішня, Тернава Долішня, Тирява Волоська, Тирява Сільна, Токарня, Туринське, Фаліївка, Чашин, Чертіж, Чистогорб, Щавне, Щербанівка, Явірник, Ялин, Ячмір, Юрівці.